# (9222) Chubey
(9222) Chubey – planetoida z grupy pasa głównego asteroid okrążająca Słońce w ciągu 5 lat i 204 dni w średniej odległości 3,14 j.a. Została odkryta 19 grudnia 1995 roku w obserwatorium w Ōizumi przez Takao Kobayashiego. Nazwa planetoidy pochodzi od Markijana S. Czubeja (ur. 1940), ukraińskiego naukowca Obserwatorium w Pułkowie urodzonego w Rosji, prowadzącego astrometryczne badania punktów Lagrange'a L4 i L5 układu Słońce-Ziemia. Przed nadaniem nazwy planetoida nosiła oznaczenie tymczasowe (9222) 1995 YM.